# 5ive
5ive (later bekend als Five) is een Britse boyband, opgericht in 1997. Ze hadden eind jaren negentig en in het begin van het nieuwe millennium tien hits. Hun succes beperkte zich vooral tot Europa en Australië.

## Biografie
In 1997 werd er een advertentie geplaatst in het Engelse theatertijdschrift The Stage, waarin jonge zangers en dansers gevraagd werd auditie te doen voor een boyband. De groep zou een wat "stoerder" imago moeten hebben dan eerdere jongensgroepen. Bob en Chris Herbert, de twee mannen die al eerder de Spice Girls hadden geformeerd, dachten dat het tijd was voor een mannelijke groep. 3000 man werden uiteindelijk teruggebracht tot vijf, waarna een contract getekend werd met BMG/RCA.
Hun eerste single, Slam dunk (da funk), werd in november 1997 uitgebracht. De groep bleef hierna nog vele andere hitsingles uitbrengen en bovendien verschenen er nog drie albums. Ze behaalden in Engeland drie nummer 1-hits. Hun aantal verkochte cd's wereldwijd wordt tussen de 15 en 20 miljoen geschat. Hoewel er een poging werd gewaagd om door te breken in Amerika, had 5ive slechts één top 10-hit met When the lights go out.
De vijf leden waren Scott Robinson, Ritchie Neville, Jason 'J' Brown, Abs Breen en Sean Conlon.
De band ging, na het verschijnen van hun derde album Kingsize, op 27 september 2001 uit elkaar. In hetzelfde jaar verscheen er een cd met muzikale hoogtepunten. Ongeveer een jaar later begon Abs een solocarrière met het album Abstract Theory. Hiervan werden drie singles uitgebracht, die in Engeland allemaal de Top 10 behaalden.
Exact vijf jaar na het uiteenvallen van de band, op 27 september 2006, gaven de (inmiddels volwassen geworden jongens) van 5ive een persconferentie in Bar Academy Islington in Londen waarin vier van de vijf voormalige leden (Scott Robinson, Richard Neville, Richard Breen en Jason Brown) na een onderbreking van vijf jaar aankondigden een nieuwe start te willen gaan maken met 5ive. Voormalig bandlid Sean Conlon zou daarvan geen deel meer uitmaken: hij was druk bezig zijn solocarrière van de grond te krijgen.
Er stond een tournee gepland voor de nieuwe viermansformatie in 2007.
Eind mei 2007 maakten zij echter bekend opnieuw uit elkaar te gaan en deze keer voorgoed. Scott Robinson was de eerste die na de bekendmaking van het nieuws in het voetlicht trad en omdat hij solo ging ook degene die de toorn van de fans over zich heen kreeg. De voornaamste reden van de breuk, volgens ex-bandlid J, was dat platenmaatschappijen alleen brood in hen zagen als ze hun oude hits zouden blijven zingen, waarbij geen plaats was voor nieuw materiaal. In 2012 werd de comeback, zonder bandlid J, een feit. The Big Reunion, een Brits realityprogramma op de zender ITV, volgde de comeback op de voet. Hierop volgde een reeks concerten samen met de andere 'Reunion'-bands. Eind 2013 kwam de band met een eigen 'Reunion'-tour door Engeland, Schotland en Ierland. Op 12 april 2014 gaf de band in viermansformatie een optreden in Hasselt, op het evenement 'I Love The 90's'. In augustus 2014 verliet Abs Breen de band en op 30 augustus 2014 trad het overgebleven drietal op in Nijmegen, tijdens een gelijknamig evenement. Een uitverkochte 'The Greatest Hits'-tour volgde in maart en april 2015 in het Verenigd Koninkrijk.
Op 27 februari 2025 heeft Five bekend gemaakt weer bij elkaar te komen, dit keer in de complete originele bezetting. Five geeft vanaf komend najaar twaalf optredens in het Verenigd Koninkrijk. 

## Discografie

### Albums
| Album met eventuele hitnotering(en) in de Nederlandse Album Top 100 | Datum van verschijnen | Datum van binnenkomst | Hoogste positie | Aantal weken | Opmerkingen |
| ------------------------------------------------------------------- | --------------------- | --------------------- | --------------- | ------------ | ----------- |
| 5ive                                                                | 1998                  | 4-7-1998              | 3               | 49           | Goud        |
| Invincible                                                          | 1999                  | 13-11-1999            | 2               | 37           | Goud        |
| Kingsize                                                            | 2001                  | 1-9-2001              | 27              | 6            |             |

| Album met hitnotering(en) in de Vlaamse Ultratop 200 albums | Datum van verschijnen | Datum van binnenkomst | Hoogste positie | Aantal weken | Opmerkingen |
| ----------------------------------------------------------- | --------------------- | --------------------- | --------------- | ------------ | ----------- |
| 5ive                                                        | 1998                  | 2-6-1998              | 1               | 37           |             |
| Invincible                                                  | 1999                  | 13-11-1999            | 6               | 29           |             |
| Kingsize                                                    | 2001                  | 8-9-2001              | 7               | 7            |             |

### Singles
| Single met eventuele hitnotering(en) in de Nederlandse Top 40 | Datum van verschijnen | Datum van binnenkomst | Hoogste positie | Aantal weken | Opmerkingen                           |
| ------------------------------------------------------------- | --------------------- | --------------------- | --------------- | ------------ | ------------------------------------- |
| Slam Dunk (Da Funk)                                           | 1997                  | 10-1-1998             | 10              | 7            | 22 in de Single Top 100 / Alarmschijf |
| When the Lights Go Out                                        | 1998                  | 2-5-1998              | 32              | 5            | 35 in de Single Top 100               |
| Got the Feelin'                                               | 1998                  | 20-6-1998             | 4               | 11           | 6 in de Single Top 100 / Alarmschijf  |
| Everybody Get Up                                              | 1998                  | 12-9-1998             | 9               | 9            | 12 in de Single Top 100               |
| Until the Time Is Through                                     | 1998                  | 5-12-1998             | 15              | 8            | 16 in de Single Top 100               |
| If Ya Gettin' Down                                            | 1999                  | 31-7-1999             | 6               | 10           | 6 in de Single Top 100 / Alarmschijf  |
| Keep On Movin'                                                | 1999                  | 30-10-1999            | 3               | 13           | 5 in de Single Top 100 / Alarmschijf  |
| Don't Wanna Let You Go                                        | 2000                  | 4-3-2000              | 13              | 5            | 17 in de Single Top 100 / Alarmschijf |
| We Will Rock You (+ Queen)                                    | 2000                  | 12-8-2000             | 20              | 7            | 15 in de Single Top 100               |
| Let's Dance                                                   | 2001                  | 25-8-2001             | 22              | 5            | 21 in de Single Top 100               |
| Closer to Me                                                  | 2001                  | 27-10-2001            | tip             |              | 71 in de Single Top 100               |

| Single met hitnotering(en) in de Vlaamse Ultratop 50 | Datum van verschijnen | Datum van binnenkomst | Hoogste positie | Aantal weken | Opmerkingen |
| ---------------------------------------------------- | --------------------- | --------------------- | --------------- | ------------ | ----------- |
| Slam Dunk (Da Funk)                                  | 1997                  | 3-1-1998              | 6               | 18           |             |
| When the Lights Go Out                               | 1998                  | 28-3-1998             | 13              | 14           |             |
| Got the Feelin'                                      | 1998                  | 27-6-1998             | 2               | 12           |             |
| Everybody Get Up                                     | 1998                  | 12-9-1998             | 22              | 12           |             |
| Until the Time Is Through                            | 1998                  | 5-12-1998             | 26              | 10           |             |
| If Ya Gettin' Down                                   | 1999                  | 24-7-1999             | 6               | 13           |             |
| Keep on Movin'                                       | 1999                  | 6-11-1999             | 6               | 13           |             |
| Don't Wanna Let You Go                               | 2000                  | 26-2-2000             | 35              | 5            |             |
| We Will Rock You (+ Queen)                           | 2000                  | 5-8-2000              | 17              | 11           |             |
| Let's Dance                                          | 2001                  | 25-8-2001             | 8               | 12           |             |
| Closer to Me                                         | 2001                  | 17-11-2001            | 38              | 2            |             |
| Rock the Party                                       | 2001                  | 22-12-2001            | tip2            | -            |             |